# Super Hornio Brothers
Super Hornio Brothers é um filme pornográfico estadunidense de 1993 baseado no jogos eletrônicos Super Mario Bros. sob duas partes. Protagonizado por Buck Adams, T. T. Boy e Ron Jeremy, foi considerado pela That Guy with the Glasses e Something Awful como "uma das melhores paródias cinematográficas."

## Elenco
- Buck Adams – King Pooper
- T. T. Boy – Ornio Hornio
- Courtney – Bon Dori, Rainha da bondage
- Don Fernando - Bob
- Ron Jeremy – Squeegie Hornio
- Krysti Lynn– Spider Woman
- Chelsea Lynx – Princes Perlina
- Kitty Yung – Ileeza, Ministra do Diabo